# Regio II Apulia et Calabria

Carte de la Regio II Apulia et Calabria

La Regio II Apulia et Calabria est l'une des onze régions augustéennes d'Italie pendant sa période romaine.

## Territoire
Le territoire de la Regio II recouvrait l'actuelle région des Pouilles (en italien : Puglia), l'actuelle province d'Avellino et la partie orientale de l'actuelle Basilicate (Regione Basilicata).
Selon Pline l'Ancien, la Regio II comprenait :
- L'Apulie (Apulia) au nord, composée de :
  - L'Apulie proprement dite ou Daunie (Daunia), territoire des Daunes (Daunii) ;
  - La Peucétie (Peucetia), territoire des Peucètes (Peuceti) ou Pédicules ;
- La Calabrie (Calabria) ou Messapie (Messapia), c'est-à-dire la péninsule salentine, composée de :
  - La Messapie proprement dite (Messapia), territoire des Messapes (Messapii) ;
  - Le territoire des Salentins (Salentini) ;
- Les Hirpins.

## Cités
- Abellinum (Atripalda)
- Aecae (Troia)
- Ausculum (Ascoli Satriano)
- Barium (Bari)
- Azetium (Rutigliano)
- Brundisium (Brindisi)
- Butuntum (Bitonto)
- Caelia en terre de Bari (Ceglie del Campo, quartier de Bari)
- Caelia en terre de Salento (Ceglie Messapica)
- Canne (Barletta)
- Canusium (Canosa di Puglia)
- Herdonia (Ordona)
- Luceria (Lucera)
- Lupiae (Lecce)
- Mandurie (Manduria)
- Matinum (Mattinata)
- Rudiae (site de Rudiae, sur la commune de Lecce)
- Sturni (Ostuni)
- Tarentum (Tarente)
- Uria (Oria)
- Vibinum (Bovino)